# Jimmy Witherspoon
Jimmy Witherspoon (Gurdon, 8 de agosto de 1920 – Los Angeles, 18 de setembro de 1997) foi um cantor de blues estadunidense. Seu estilo vanguardista, seus arranjos e produções fez dele um verdadeiro artista no seu tempo.

## Discografia

### Álbuns
- Wilbur De Paris Plays & Jimmy Witherspoon Sings New Orleans Blues (Atlantic, 1957)
- Goin' to Kansas City Blues with Jay McShann (RCA Victor Records, 1957 [1958])
- Singin' the Blues (World Pacific Records, 1958 [1959])
- At the Monterey Jazz Festival (HiFi Jazz/Everest Records, 1959 [1960])
- Feelin' the Spirit (HiFi Jazz/Everest, 1959)
- At the Renaissance with Gerry Mulligan, Ben Webster (HiFi Jazz/Everest, 1959 [1960])
- Jimmy Witherspoon (Crown Records, 1960)
- Sings the Blues (Crown, 1960)
- With Buck Clayton (Vogue [UK], 1961)
- Spoon (Reprise Records, 1961)
- Hey, Mrs. Jones (Reprise, 1962)
- Roots (Reprise, 1962)
- Baby, Baby, Baby (Prestige, 1963 [1964])
- Evenin' Blues (Prestige, 1963 [1964])
- Blues Around the Clock (Prestige, 1963 [1964])
- Blue Spoon (Prestige, 1964 [1965])
- Some of My Best Friends Are the Blues (Prestige, 1964 [1965])
- Spoon in London (Prestige, 1965 [1966])
- Blues for Easy Livers (Prestige, 1965 [1966])
- Blues for Spoon and Groove with Richard "Groove" Holmes (Surrey, 1965)
- Jimmy Witherspoon in Person (Vogue [UK], 1965) reissue of With Buck Clayton
- Spoon Sings and Swings with Dick Morrissey Records (Fontana [UK], 1966)
- A Spoonful of Blues (Ember Records, 1966) reissue of Jimmy Witherspoon
- A Blue Point of View (Verve, 1966)
- The Blues is Now with Jack McDuff (Verve, 1967)
- A Spoonful of Soul (Verve, 1968)
- Live with Ben Webster (Stateside [UK], 1968)
- The Blues Singer (ABC/Bluesway Records, 1969)
- Hunh! (ABC/Bluesway 1970)
- Handbags and Gladrags (ABC, 1971)
- Guilty with Eric Burdon (MGM, 1971)
- The Spoon Concerts (Fantasy [2LP], 1972) reissues of At the Monterey Jazz Festival and At the Renaissance
- Previously Unreleased Recordings with Ben Webster (Verve, 1973)
- Love is a Five Letter Word (Capitol, 1975)
- Spoonful (Blue Note, 1975)
- Live Jimmy Witherspoon & Robben Ford (LAX/Avenue Jazz/Rhino, 1977)
- Live at the Watts Jazz Festival, Volume 1 with Willie Bobo, Gene Ammons (LAX/Avenue Jazz/Rhino, 1977)
- Live in Paris with Buck Clayton (Jazz Vogue [UK], 1977)
- Sings The Blues (Black & Blue Records, 1978)
- Spoon's Life (Isabel, 1980)
- Olympia Concert (Inner City Records, 1980) reissue of Jimmy Witherspoon in Person
- Big Blues (JSP Records, 1981)
- Sings the Blues with Panama Francis and the Savoy Sultans (Muse Records, 1983)
- Spoonful O' Blues (Kent, 1984) compilation
- Patcha, Patcha, All Night Long with Big Joe Turner (Pablo Records, 1985)
- Midnight Lady Called the Blues (Muse, 1986)
- Never Knew This Kind of Hurt Before: The Bluesway Sessions (Charly Records, 1988) compilation
- Rockin' L.A. (Fantasy, 1989)
- Live (At Condon's, New York) (Who's Who in Jazz, 1990)
- Spoon So Easy (The Chess Years) (Chess/MCA, 1990) compilation
- Jay's Blues (The Complete Federal Sessions) (Charly R&B, 1991) compilation
- Blowin' in from Kansas City (Flair/Virgin, 1991) compilation
- Call My Baby (Night Train International, 1991) compilation
- Live at the Notodden Blues Festival with Robben Ford (Blue Rock'it, 1992)
- The Blues, the Whole Blues and Nothing But the Blues (Indigo, 1993)
- Ain't Nobody's Business (The Blues Collection) (Orbis, 1992) compilation
- Live at the Mint with Robben Ford (On The Spot/Private Music, 1994 [1996])
- Cold Blooded Boogie (Night Train International, 1995) compilation
- Spoon's Blues (Stony Plain Records, 1995)
- Jimmy Witherspoon with the Junior Mance Trio (Stony Plain, 1997) previously unreleased live recording from 1969
- Tougher Than Tough (Blue Moon, 1997) reissue of At the Renaissance
- Jazz Me Blues: The Best of Jimmy Witherspoon (Prestige, 1998) compilation
- Jimmy Witherspoon with the Duke Robillard Band (Stony Plain, 2000)
- Spoon Meets Pao with Eugene Pao (Eastside, 2002) recorded 1990
- Urban Blues Singing Legend (JSP [4CD], 2006) compilation
- Live at the 1972 Monterey Jazz Festival with Robben Ford (Monterey Jazz Festival/Concord Records, 2008)

### Tabela de singles
| Ano  | Single                                            | Posições | Posições | Posições |
| Ano  | Single                                            | US Pop   | USR&B    |          |
| ---- | ------------------------------------------------- | -------- | -------- | -------- |
| 1949 | "Ain't Nobody's Business (Parts 1 & 2)" (Supreme) | —        | 1        |          |
| 1949 | "In the Evening" (Supreme)                        | —        | 5        |          |
| 1949 | "No Rollin' Blues" (Modern)                       | —        | 4        |          |
| 1949 | "Big Fine Girl" (Modern)                          | —        | 4        |          |
| 1952 | "The Wind is Blowin'" (Modern)                    | —        | 7        |          |
| 1965 | "You're Next" (Prestige)                          | 98       | —        |          |
| 1975 | "Love is a Five Letter Word" (Capitol)            | —        | 31       |          |

### DVDs
- 2003: 20th Century Jazz Masters: Mel Tormé/Jimmy Witherspoon/Carmen McRae/Lambert, Hendricks & Bavan
- 2003: Jazz Casual: Jimmy Witherspoon, Jimmy Rushing
- 2009: Jimmy Witherspoon: Goin' Down Blues

### Filmografia
- 2000:  Jazz Casual: Jimmy Witherspoon & Ben Webster (Jazz Casual/Idem)[4]
- 2009: Jimmy Witherspoon: Goin' Down Blues with Marshal Royal and John Collins